# Фоту, Кини
Тевита Кинилисити «Кини» Фоту (англ. Tevita Kinisiliti Fotu, родился 1 июля 1965 года) — тонганский регбист, выступавший на позиции восьмого.

## Биография
Окончил Колледж Тонги, играл за его команду. Позже выступал за австралийскую команду «Хорнсби» из Сиднея, в 1991 году был признан лучшим игроком клуба (англ. Best & Fairest Award). За сборную Тонги дебютировал 24 мая 1987 года на первом чемпионате мира матчем против Канады, что стало его единственной игрой на Кубках мира. Последнюю игру провёл 17 июня 1990 года против Самоа. В 8 играх набрал 4 очка благодаря одной попытке.
В 2002 году тренировал сборную Тонги из игроков не старше 20 лет. В 2003 году учился на курсах спортивного менеджмента и развития в Порт-Маккуари под руководством Питера Хики, готовясь присоединиться к тренерскому штабу сборной Тонга во время чемпионата мира в Австралии.